# Arthur Ravenel Jr. Bridge
Il Arthur Ravenel Jr. Bridge è un ponte strallato sul fiume Cooper nella Carolina del Sud, negli Stati Uniti d'America, che collega il centro di Charleston a Mount Pleasant. Il ponte ha otto corsie ed è attraversato dalla US Route 17 ed è stato aperto nel 2005 per sostituire due ponti a traliccio. Il ponte ha una campata principale di 471 m È stato costruito utilizzando il metodo design-build ed è stato progettato da Parsons Brinckerhoff.
Fu intitolato, mentre questi era ancora in vita, al politico Arthur Ravenel Jr., che ne aveva favorito la costruzione.